# Janusz Kamocki
Janusz Maria Saryusz Kamocki (ur. 2 sierpnia 1927 w Warszawie, zm. 22 października 2021 w Krakowie) – polski etnograf, więzień polityczny, żołnierz Armii Krajowej.

## Życiorys

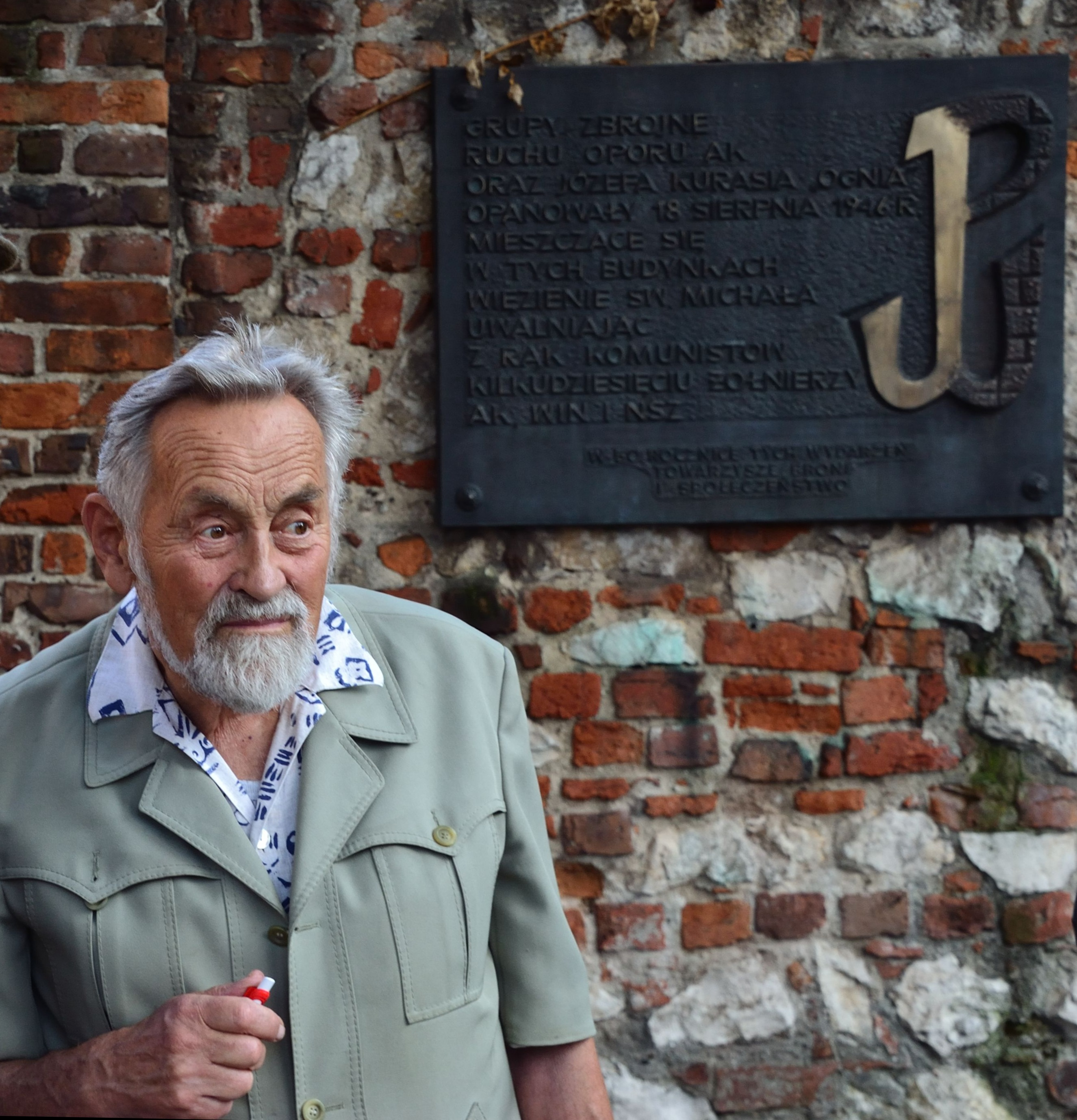
Janusz Kamocki w rocznicę akcji rozbicia więzienia św. Michała w Krakowie (2015)

Był synem Elżbiety i Gustawa Kamockich herbu Jelita, właścicieli majątku Podgaje w Mściówie (gmina Dwikozy) pod Sandomierzem.
Uczył się w szkole powszechnej w Dwikozach, a potem w Szkole Ćwiczeń w Sandomierzu, natomiast podczas okupacji na tajnych kompletach w gimnazjum w Sandomierzu, a w 1946 zdał tam maturę w Liceum im. Marszałka Józefa Piłsudskiego.
Od listopada 1942 był członkiem konspiracyjnej Narodowej Organizacji Wojskowej (pod konspiracyjnym pseudonimem „Orcio”), a po jej scaleniu z Armią Krajową, od lutego 1943 członkiem AK (pod pseudonimem „Mamut”). Po wojnie kontynuował działalność konspiracyjną w organizacji wojskowo-politycznej Narodowym Zjednoczeniu Wojskowym (pod pseudonimem „Eders”). W szkołach sandomierskich organizował konspiracyjną organizację młodzieżową (działając pod pseudonimem „001”).
Później studiował etnografię na Uniwersytecie Jagiellońskim pod kierunkiem prof. Kazimierza Moszyńskiego oraz uczęszczał na studia dyplomatyczne w Szkole Nauk Politycznych przy Wydziale Prawa UJ.
W 1953 ożenił się z Marią Kamocką z domu Gierowską (siostrą Józefa Gierowskiego, historyka, późniejszego profesora i rektora Uniwersytetu Jagiellońskiego), z którą razem studiował, a po ślubie prowadzili wspólne badania etnograficzne. Kamoccy ogłosili wspólnie kilka prac, m.in. Strój świętokrzyski (1961) oraz skrypt dla przewodników Polskiego Towarzystwa Turystyczno-Krajoznawczego Z zagadnień etnografii województwa krakowskiego (1972). Z małżeństwa tego urodził się syn Andrzej.

## Praca naukowa
Od 1952 aż do przejścia na emeryturę pracował w Muzeum Etnograficznym w Krakowie, kierując działem etnografii pozaeuropejskiej. Później prowadził zajęcia z etnologii na Uniwersytecie Marii Curie-Skłodowskiej w Lublinie, na Uniwersytecie Polskim w Wilnie oraz na Wyższej Szkole Humanistyczno-Przyrodniczej Studium Generale Sandomiriense, na Uniwersytecie Śląskim (etnologię ludów pozaeuropejskich).
W 1964 Janusz Kamocki uzyskał stopień doktora nauk humanistycznych na Uniwersytecie im. Adama Mickiewicza w Poznaniu na podstawie rozprawy „Wpływy polityczne na przemiany stroju ludowego północnej Małopolski w dobie porozbiorowej (1772–1910)” napisanej pod kierunkiem prof. Józefa Burszty.
Janusz Kamocki w badaniach etnograficznych prowadzonych na terenie Polski zajmował się głównie problematyką zasięgów grup etnograficznych oraz kostiumologii ludowej, obrzędowości i demonologii. W latach 1967 i 1987 prowadził badania etnograficzne nad Polakami mieszkającymi na terenie Czechosłowacji: na Zaolziu, w Czadeckim oraz na Orawie i Spiszu, a w latach 1992, 1993 i 1996 wśród Polaków żyjących na terenach dawnych zsyłek ZSRR – w Tatarstanie, Kazachstanie, Kirgistanie i Uzbekistanie. Ponadto, w 1973, prowadził badania na Łużycach.
Prowadził też badania etnograficzne w kilku rejonach południowo-wschodniej części Azji. Najważniejsze wyniki przyniosły badania ludu pierwotnego Kubu zamieszkującego Archipelag Malajski w Indonezji. Udowodnił że, wbrew wcześniejszym poglądom o braku u nich jakichkolwiek form religijnych, wierzą w życie pośmiertne i Istotę Najwyższą. Ponadto w latach 1970–1971 zajmował się też badaniami tradycji teatru obrzędowego na Bali i Jawie i problemem powstawania poczucia narodowego u ludów zamieszkujących Indonezję. Następnie, w 1971, prowadził badania w Singapurze, w 1975 w Armenii, a kilka lat później (1978–1979 i 1981) w Ladakhu (krainie w Indiach zamieszkanej przez Tybetańczyków) i w Nepalu.
Był członkiem Komisji Etnograficznej Polskiej Akademii Nauk, Polskiego Towarzystwa Ludoznawczego i Towarzystwa Naukowego Sandomierskiego.
W 1980 r. na pierwszym od czasów drugiej wojny światowej zjeździe Ormian polskich, inicjował powstanie Koła Zainteresowań Kulturą Ormiańską przy Polskim Towarzystwie Ludoznawczym w Krakowie.

## Publikacje
Jest autorem licznych publikacji etnologicznych ogłaszanych m.in. w czasopismach: „Arcana”, „Ethos”, „Etnografia Polska”, „Kwartalnik Historii Nauki i Techniki”, „Lud”, „Niepodległość i Pamięć”, „Prace Komisji Historii Nauki” Polskiej Akademii Umiejętności, „Prace Pienińskie”, „Rocznik Muzeum Etnograficznego w Krakowie”, „Rocznik Tatarów Polskich”, „Zabawy i Zabawki”, „Zesłaniec”, „Zeszyty Sandomierskie”.
Wybrane publikacje zwarte:
- Broń Indonezji: katalog ze zbiorów Andrzeja Wawrzyniaka (współautor: Maria Dzieduszycka) Kraków: Muzeum Narodowe; Muzeum Etnograficzne, 1974
- Etnologia ludów pozaeuropejskich: zarys, Kraków: Towarzystwo Autorów i Wydawców Prac Naukowych „Universitas”, 2003.
- Kultury czarnej Afryki: [wystawa ze zbiorów Muzeum Etnograficznego w Krakowie etc]. (współautor Maria Zachorowska) Kraków: ME, 1984
- Nad Hernadem Popradem i Dunajcem...: (na spiskim szlaku historii Polski) (współautor Jadwiga Plucińska-Piksa), Szczawnica: Ośrodek Kultury Turystyki Górskiej PTTK w Pieninach, 1991.
- Od andrzejek do dożynek wyd. 2 uzup. Warszawa: Młodzieżowa Agencja Wydawnicza, 1986
- Od Andrzejek do dożynek: tradycyjne zwyczaje ludowe w zabawach zuchowych i harcerskich Warszawa: Centralna Składnica Harcerska: Wydawnictwo Ministerstwa Obrony Narodowej, 1958.
- Polska – Niemcy: pogranicze kulturowe i etniczne = Poland – Germany: cultural and ethnic border (współred. Krystyna Kwaśniewicz, Anna Spis), Wrocław: Polskie Towarzystwo Ludoznawcze, 2004 (Archiwum Etnograficzne; t. 42)
- Polska – Słowacja: pogranicze kulturowe i etniczne (współred.) Wrocław; Cieszyn: Polskie Towarzystwo Ludoznawcze [etc.], 2009. (Archiwum Etnograficzne; t. 49)
- Polska – Ukraina: pogranicze kulturowe i etniczne (współred.) Wrocław: Polskie Towarzystwo Ludoznawcze: przy współpr. z Uniwersytetem Wrocławskim, 2008 (Archiwum Etnograficzne; t. 47)
- Polski rok obrzędowy Kraków: Towarzystwo Autorów i Wydawców Prac Naukowych Universitas, 2008.
- Polskie opisanie świata: wystawa zorganizowana z okazji stulecia Polskiego Towarzystwa Ludoznawczego, Wrocław, wrzesień 1995-wrzesień 1996 / organizatorzy Polskie Towarzystwo Ludoznawcze, Muzeum Etnograficzne. Oddział Muzeum Narodowego we Wrocławiu; (współautor). Wrocław: Polskie Towarzystwo Ludoznawcze, [1995].
- Przegląd kwestionariuszy etnograficznych wydanych w języku polskim, Poznań: Polskie Towarzystwo Ludoznawcze, 1953. Seria (Archiwum Etnograficzne; nr 5)
- Przygoda z Indonezją Warszawa: „Pax”, 1976
- Ramajana w ludowym teatrze Indonezji: [wystawa], Muzeum Azji i Pacyfiku w Warszawie, Galeria „Nusantara”, sierpień-wrzesień 1988 Warszawa: MAiP, 1989
- Stefan Szolc-Rogoziński: badania i kolekcja afrykańska z lat 1882 do 1890 (współautor Maria Zachorowska) Kraków: Muzeum Etnograficzne, 1984
- Strój sandomierski, Wrocław: Polskie Towarzystwo Ludoznawcze, 1957 (seria Atlas polskich strojów ludowych. Cz. 5, Małopolska; z. 7)
- Strój świętokrzyski (współautor Maria Kamocka), Wrocław: Polskie Towarzystwo Ludoznawcze, 1961 (seria: Atlas polskich strojów ludowych. Cz. 5, Małopolska; z. 10)
- Sztuka Indonezji: wystawa zorganizowana staraniem Ambasady Republiki Indonezji w Warszawie przez Muzeum Etnograficzne w Krakowie przy współpracy Muzeum Archeologicznego w Poznaniu, Poznań, czerwiec – lipiec 1968, Poznań: s. n., 1968
- Sztuka Kamerunu: wystawa Kraków: Muzeum Etnograficzne, 1961.
- Sztuka ludowa województwa kieleckiego: katalog wystawy objazdowej, lipiec-październik 1958 [Kielce]: Wydział Kultury WRN: Towarzystwo Przyjaciół Sztuk Pięknych, [1958].
- Sztuka wyspy Bali: [wystawa ze zbiorów Andrzeja Wawrzyniaka Olsztyn: Muzeum Warmii i Mazur; Warszawa: Muzeum Archipelagu Nusantary, 1976
- Sztuka wyspy Bali [ze zbiorów Andrzeja Wawrzyniaka: katalog wystawy], Muzeum w Pabianicach, kwiecień 1973 Pabianice: Muzeum, 1973
- Tatarzy słowiańszczyzną obłaskawieni (współautor Aleksander A. Miśkiewicz), Kraków: „Universitas”, cop. 2004.
- Vstreči s Indoneziej Moskva: „Nauka”, 1982.
- Wayang – teatr jawajski: [katalog wystawy, Muzeum Śląska Opolskiego, wrzesień-październik 1975, Opole: MŚO, 1975
- Z etnografii Karpat Polskich, Warszawa; Kraków: Wyd. PTTK „Kraj”, 1984. (Biblioteczka Turysty Górskiego; t. 6)
- Z etnografii Karpat Polskich Warszawa: Wyd. PTTK [Polskiego Towarzystwa Turystyczno-Krajoznawczego] „Kraj”, 2000.
- Zarys grup etnograficznych w Polsce Warszawa: Studenckie Koło Przewodników Beskidzkich przy RO ZSP i OM PTTK, 1971.
- Zarys grup etnograficznych w Polsce, Lublin: [s.n.], 1991.
- Zasięgi polskich grup etnograficznych, Kraków: Księgarnia Akademicka, 2021.

Prace zbiorowe (współautorstwo)
- Afryka. 40 lat penetracji oraz poznawania ludów i ich kultur. Materiały z sesji naukowej zorganizowanej przez Muzeum Narodowe w Szczecinie 18–19 kwietnia 2002 roku Szczecin: Muzeum Narodowe, 2004 (seria Biblioteka Naukowa Muzeum Narodowego w Szczecinie. Ser. Etnologiczna)
- Bibliografia zawartości Literatury Ludowej z lat 1957–1980, Polskie Towarzystwo Ludoznawcze, 1986
- Góry i góralszczyzna w dziejach i kulturze pogranicza polsko-słowackiego (Podhale, Spisz, Orawa, Gorce, Pieniny). [Cz. 1]: Historia. Materiały z międzynarodowej konferencji naukowej Kraków-Nowy Targ-Bukowina Tatrzańska, 21–24 października 2004, Nowy Targ: Podhalańska Państwowa Wyższa Szkoła Zawodowa; 2005
- Ich małe ojczyzny. Lokalność, korzenie i tożsamość w warunkach przemian, Wrocław: Uniw. Wrocławski Katedra Etnologii i Antropologii Kulturowej, 2003
- Materiały etnograficzne z powiatu limanowskiego: praca zbiorowa. z. 3, Wrocław: Polskie Towarzystwo Ludoznawcze, 1986 (Archiwum Etnograficzne nr 30)
- Orient w kulturze polskiej. Materiały z sesji jubileuszowej z okazji 25-lecia Muzeum Azji i Pacyfiku w Warszawie, 15–16 października 1998 Warszawa: Dialog, 2000
- Pogranicze polsko-węgierskie od Orawy do Pienin w XIX i na początku XX w, Szczawnica-Kraków: OPRES, 2002
- Polacy w Kazachstanie. Historia i współczesność. Poljaki v Kazachstane. Istorija i sovremennost', Wrocław: Wydawnictwo Uniwersytetu Wrocławskiego, 1996
- Polska droga do Kazachstanu. Materiały z międzynarodowej konferencji naukowej, Żytomierz 12–14 października 1996 roku, Warszawa: Wydawnictwo Instytutu Historii PAN, 1998
- Polskie opisanie świata. Studia z dziejów poznania kultur ludowych i plemiennych. T. 1: Azja i Afryka, Wrocław: Wydawnictwo Uniwersytetu Wrocławskiego, 1994
- Sibir’ v istorii i kul’ture pol’skogo naroda Moskva: Naucno Izdatel’skij Centr „Ladomir”, 2002
- Spisz i Orawa. W 75. rocznicę powrotu do Polski północnych części obu ziem, Kraków: Wydawnictwo „Secesja”, 1995
- Syberia w historii i kulturze narodu polskiego Wrocław: Wydawnictwo Silesia, 1998
- Terra Scepusiensis: stav bádania o dejinách Spiša, Levoča: Kláštorisko; Wrocław: Centrum Badań Śląskoznawczych i Bohemistycznych Uniwersytetu Wrocławskiego, 2003.

## Represje za działalność niepodległościową
Janusz Kamocki był od 1947 rozpracowywany przez Wojewódzki Urząd Bezpieczeństwa Publicznego w Krakowie jako podejrzany (Sprawa Operacyjnej Obserwacji o krypt. „Aspirant”) o przynależność do WiN-u oraz jako niezależny działacz ZHP podejrzany o udział w podziemnej organizacji działającej na bazie ZHP. 22 sierpnia 1962 został aresztowany przez Wydział Śledczy SB. 30 stycznia 1963 przez Sąd Wojewódzki w Krakowie został skazany na karę roku więzienia, pod zarzutem utworzenia organizacji konspiracyjnej i nielegalne posiadanie broni. Później, m.in. w latach 1970–1973 na wniosek Wydziału III SB KWMO w Krakowie miał zakaz wyjazdu do krajów kapitalistycznych i Jugosławii. Po 1977 był odnotowywany w aktach śledztwa w sprawie o druk i kolportaż literatury bezdebitowej w Krakowie przez osoby związane z działalnością opozycyjną w Studenckim Komitecie Solidarności.

## Ordery i odznaczenia
W okresie PRL dwukrotnie odmawiał przedstawienia go do odznaczenia Orderu Odrodzenia Polski. Przez Rząd RP na uchodźstwie został odznaczony Krzyżem Armii Krajowej i – za działalność niepodległościową – Złotym Krzyżem Zasługi, a przez Ministra Spraw Wojskowych Rządu RP na Uchodźstwie, Krzyżem Kampanii Wrześniowej.
W 1992 odznaczony został przez prezydenta Lecha Wałęsę Krzyżem Oficerskim Orderu Odrodzenia Polski, ale (jako jedyny) odmówił jego przyjęcia podczas uroczystości dekorowania w czasie obchodów jubileuszu 50 lecia AK, „gdyż wręczano wówczas jeszcze odznaczenia i legitymacje z symbolami PRL, które dopiero w przyszłości miano wymienić”. Postanowieniem z dnia 9 grudnia 2009 został – za wybitne zasługi w działalności na rzecz przemian demokratycznych w Polsce, za osiągnięcia w podejmowanej z pożytkiem dla kraju pracy zawodowej i społecznej – przez prezydenta Lecha Kaczyńskiego odznaczony Krzyżem Komandorskim Orderu Odrodzenia Polski. Pośmiertnie w 2021 odznaczony Krzyżem Wielkim Orderu Odrodzenia Polski.
Uhonorowany też został pamiątkowymi odznaczeniami kombatanckimi: Honorową Odznaką Żołnierza AK Korpusu „Jodła”, odznaką Armii Krajowej przyznawaną za udział w „Akcji Burza”, odznaką Weterana Walk o Wolność, „Krzyżem Walki o Niepodległość” (nadawanym przez Stowarzyszenie Polskich Kombatantów w Kraju „Antyk”) oraz Krzyżem Więźnia Politycznego przyznawanym przez Stowarzyszenie Polskich Byłych Więźniów Politycznych”.
6 grudnia 2015 r. nagrodzony tytułem honorowego członka Ormiańskiego Towarzystwa Kulturalnego za wieloletnią działalność na rzecz Ormian polskich.
W 2015 został odznaczony Krzyżem Wolności i Solidarności. W 2016 został odznaczony Krzyżem Orderu Krzyża Niepodległości. W 2018 został wyróżniony Medalem Stulecia Odzyskanej Niepodległości oraz Medalem Pro Bono Poloniae.
W 2015 r. wyróżniony tytułem honorowego członka Ormiańskiego Towarzystwa Kulturalnego w Krakowie

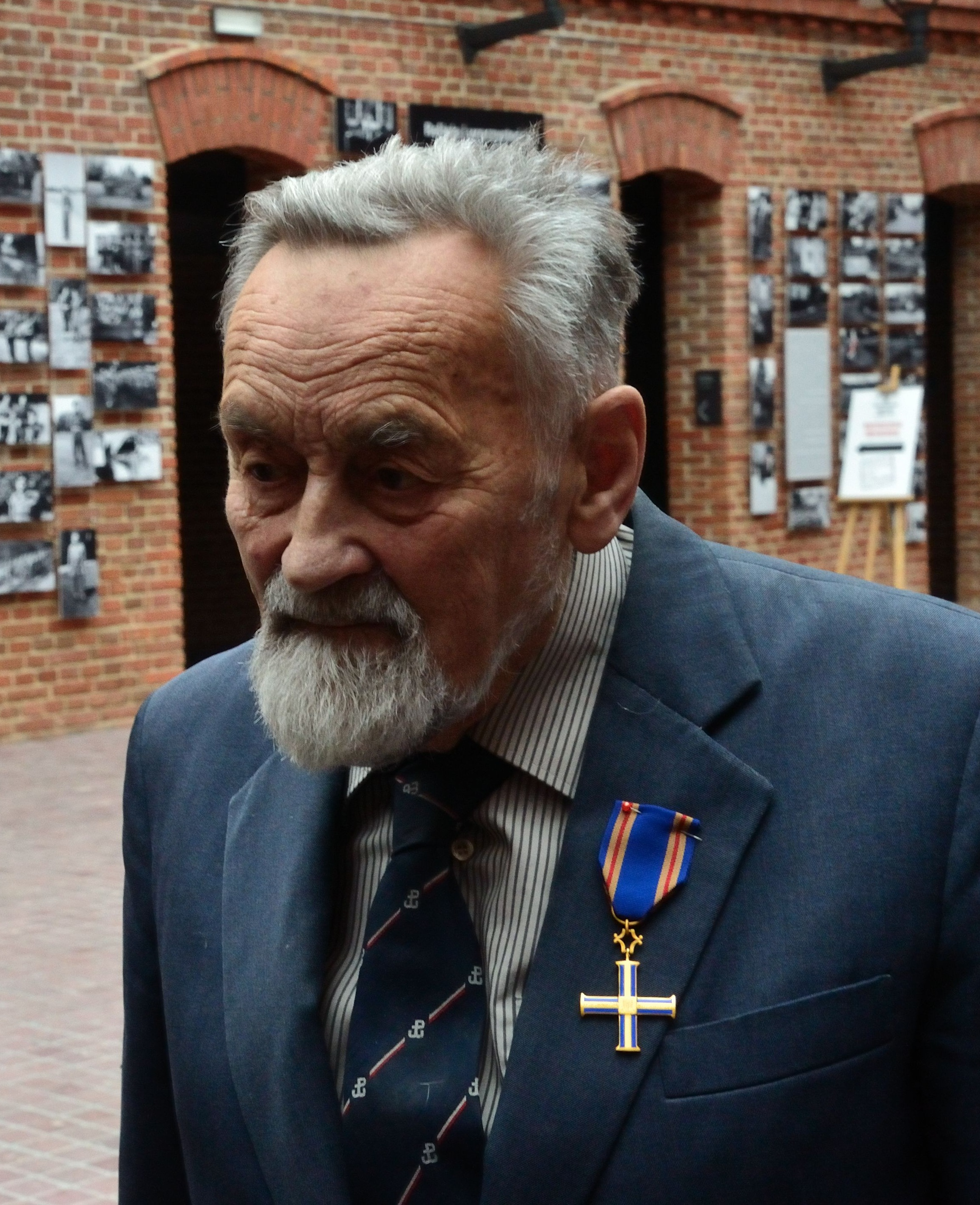
Janusz Kamocki w Muzeum AK (2016)